# Ludność Nowego Sącza

## LudnośćNowego Sącza
- 1939 – 34 000
- 1946 – 23 049  (spis powszechny, 1942 - przyłączono Osiedle Westerplatte)
- 1950 – 26 216  (spis powszechny)
- 1955 – 29 809  (1951 – przyłączono Gołąbkowice, Helena, część wsi Piątkowa, )
- 1960 – 34 179  (spis powszechny)
- 1961 – 35 300
- 1962 – 36 000
- 1963 – 36 400
- 1964 – 36 800
- 1965 – 37 438
- 1966 – 37 800
- 1967 – 39 000
- 1968 – 39 600
- 1969 – 40 000
- 1970 – 41 300  (spis powszechny)
- 1971 – 42 097
- 1972 – 43 100
- 1973 – 45 600
- 1974 – 46 615
- 1975 – 48 643
- 1976 – 50 200
- 1977 – 60 300  (1977 – przyłączono  Biegonice, Chruślice, Osiedle Dąbrówka, Falkowa, Poręba Mała, Zabełcze, Zawada, Kochanowskiego)
- 1978 – 61 100  (spis powszechny)
- 1979 – 62 600
- 1980 – 64 094
- 1981 – 65 415
- 1982 – 66 985
- 1983 – 68 322
- 1984 – 69 734
- 1985 – 70 351
- 1986 – 71 863
- 1987 – 73 179
- 1988 – 75 217  (spis powszechny)
- 1989 – 76 738
- 1990 – 78 219
- 1991 – 78 980
- 1992 – 80 482
- 1993 – 81 238
- 1994 – 81 866
- 1995 – 82 301
- 1996 – 82 877
- 1997 – 83 290
- 1998 – 83 754
- 1999 – 83 911
- 2000 – 84 382
- 2001 – 84 465
- 2002 – 84 421  (spis powszechny)
- 2003 – 84 399
- 2004 – 84 463
- 2005 – 84 729
- 2006 – 84 487
- 2007 – 84 468
- 2008 – 84 475
- 2009 – 84 556
- 2010 – 84 537
- 2011 – 84 325
- 2012 – 84 129  [1]
- 2013 – 83 943  [2]
- 2014 – 83 853  [2]
- 2015 – 83 903  [2]
- 2016 – 83 993
- 2017 – 84 041
- 2018 – 83 896
- 2019 – 83 794
- 2020 – 81 435
- 2021 – 80 979
- 2022 – 80 587
- 2023 – 80 358

## Powierzchnia Nowego Sącza
- 1995 – 57,06 km²
- 2006 – 57,58 km²